# Justinijanov steber
Justinijanov steber v Konstantinoplu je bil grško-rimski triumfalni steber postavljen v leta 543 v čast zmage Vzhodnega rimskega imperija nad Goti. Postavljen je bil ob Hagijo Sofijo na glavnem trgu Avgustaionu, za stebrom pa se je nadaljevala stavba senata (Magnaura), in cesarska palača. Steber se je ohranil po turškem zavzetju Carigrada do 16. stoletja, ko so ga Osmani demontirali, saj je bil pomembni simbol grške (pravoslavno - rimske) etnije/milleta v Osmanskem Carigradu, in tudi najvišja zgradba v mestu vse do porušitve.

## Opis in zgodovina
Stolp je bil sezidan iz rimske opeke, lahkega in trpežnega materiala; opečna konstrukcija pa je bila pokrita z bakreno oblogo. Zgradba je stala na marmornem podstavku do katerega je vodilo sedem stopnic. Na vrhu je stal kolosalni kip Justinijana, katerega noga od kolena do gležnja je merila dva metra, visok pa je bil 6 do 8 metrov.
Prokopij opisuje, da je bil kip cesarja "oblečen kot Ahil" v antičnem mišičnem oklepu. Na glavi je nosil toupho, krono iz pavjih peres, v levici držal globus s križem, z desnico pa v pozdravni gesti segal proti Bosporju.
Steber se je ohranil v celoti do poznega obdobja Vzhodne rimske države, ko ga je opisal Nikeforos Gregoras, in tudi številni ruski romarji, ki so obiskovali mesto. Stolp je bil visok vsaj 70 metrov po opisih italijanskega popotnika Cristofora Buondelmontija. Nikeforos Gregoras opisuje, da so morali uporabiti spretnost akrobatov, ki so se z vrvjo pognali s Hagije Sofije, da bi lahko popravili kip, ko je s tega odpadla toupha (cesarjeva krona iz pavjega perja).
Steber je skozi čas postajal vedno bolj legendaren, priljubljeno je postalo prepričanje, da je kip, posebno pa globus ali jabolko v roki cesarja genius loci (zaščitni duh mesta), zato je bil padec jabolka v letih med 1422 in 27 razumljen kot znak skorajšnje pogube mesta. Po zavzetju Carigrada l. 1453 so Osmani s stebra demontirali kip kot simbol prihoda nove oblasti, in ostanke zavrgli v palači Topkapi (topovska vrata), stolp pa so demontirali leta 1515. Francoski popotnik Pierre Gilles, ki je obiskal osmanski Carigrad okoli leta 1540 je opisal ostanke kipa, preden so te pretalili za izdelavo topov. Francoz je navedel, da je nos Justinijana meril 9 palcev, prav toliko tudi konjeva kopita.

## Vpliv triumfalnega stebra na arhitekturo Osmanov
Čeprav so Osmani demontirali številne javne zgradbe in triumfalne stebre grško-rimskega Konstantinopla, so te pustile neizbrisljiv vpliv na islamsko arhitekturo Osmanskega imperija. Triumfalne stebre na trgih in ob cerkvah okrašene z zlatimi križi ali kipi so zamenjali podobno visoki in podobno grajeni minareti, ki obkrožajo mošeje v današnjem Istanbulu. Štirje minareti, ki so jih Osmani zgradili okoli nekdanje cerkve Hagije Sofije v svoji obliki in višini nekoliko spominjajo na Justinijanov steber.